# (48410) Kolmogorov
(48410) Kolmogorov est un astéroïde de la ceinture principale.

## Description
(48410) Kolmogorov est un astéroïde de la ceinture principale. Il fut découvert le 23 août 1985 à Nauchnyj par Nikolaï Tchernykh. Il présente une orbite caractérisée par un demi-grand axe de 3,19 UA, une excentricité de 0,19 et une inclinaison de 12,5° par rapport à l'écliptique.

## Compléments